# Tesch & Stabenow

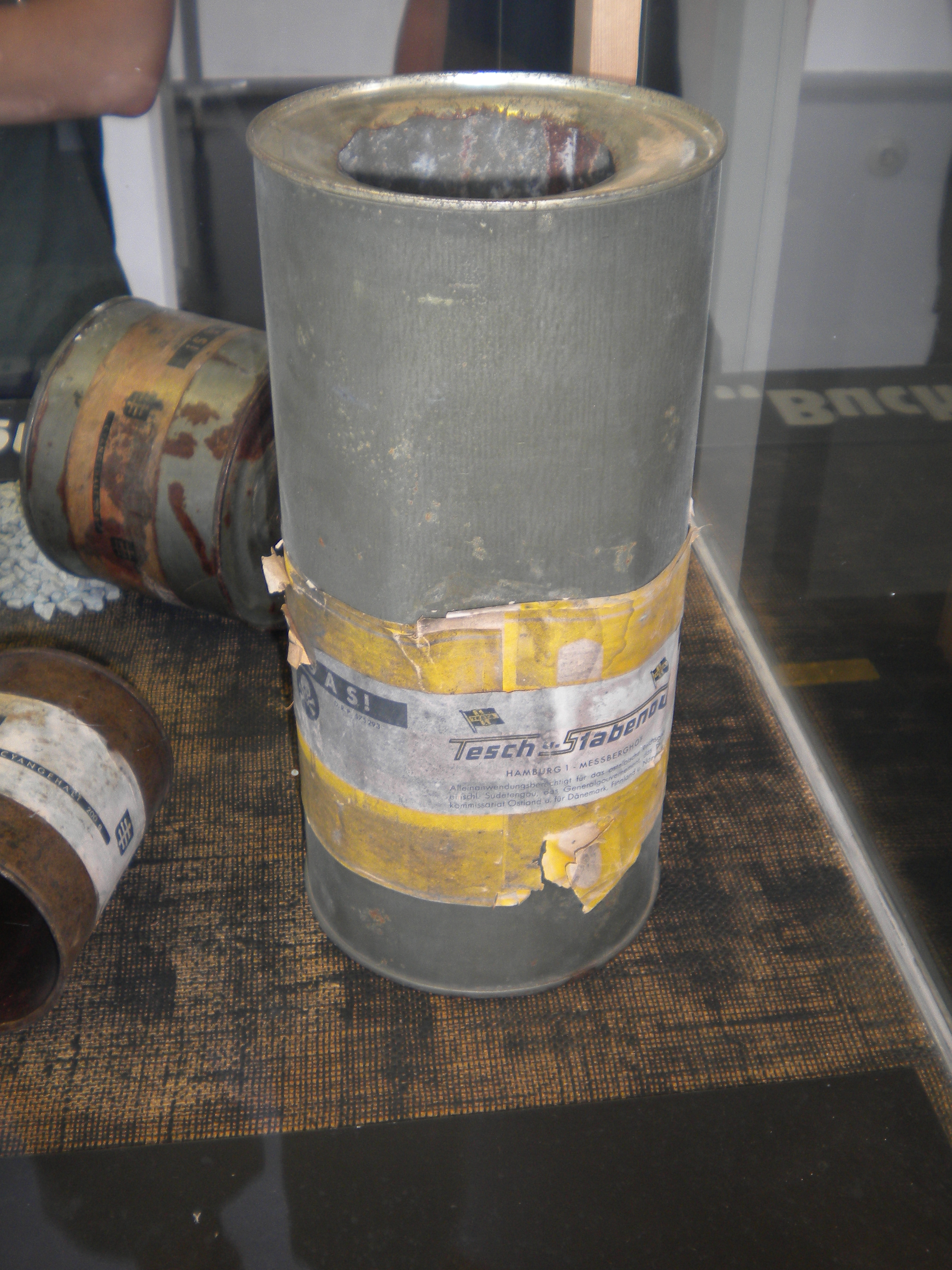
Behållare för Zyklon B.

Tesch & Stabenow var ett tyskt kemiföretag, grundat 1924 av Bruno Tesch och Paul Stabenow. Företaget var ledande inom skadedjursbekämpning. Under andra världskriget distribuerade Tesch & Stabenow Zyklon B till nazistiska koncentrations- och förintelseläger, bland andra Auschwitz-Birkenau och Majdanek.